# 東方三博士の礼拝 (コレッジョ)
『東方三博士の礼拝』（とうほうさんはかせのれいはい、伊: Adorazione dei Magi、英: Adoration of the Magi）は、イタリア、ルネサンス期のパルマ派の画家コレッジョが1516年から1518年頃に制作した絵画である。油彩。コレッジョの初期の作品で、主題は『新約聖書』で語られているイエス・キリストが誕生した際のエピソード、東方三博士の礼拝から取られている。ミラノの大司教であった枢機卿チェザーレ・モンティのコレクションであったことが知られている。もともとスカルセリーノの作品と考えられていたが、美術史家バーナード・ベレンソンによってコレッジョに帰属された。現在はミラノのブレラ美術館に所蔵されている。

## 主題
「マタイによる福音書」2章によると、ベツレヘムでイエスが生まれたとき、空に偉大な王が生まれたことを知らせる星が現れた。はるか東の地でその星を見た3人の博士たちは王の誕生を祝福するべくイスラエルを訪れた。彼らはイエスを礼拝し、黄金、乳香、没薬を捧げたのち帰国したと伝えられている。

## 作品

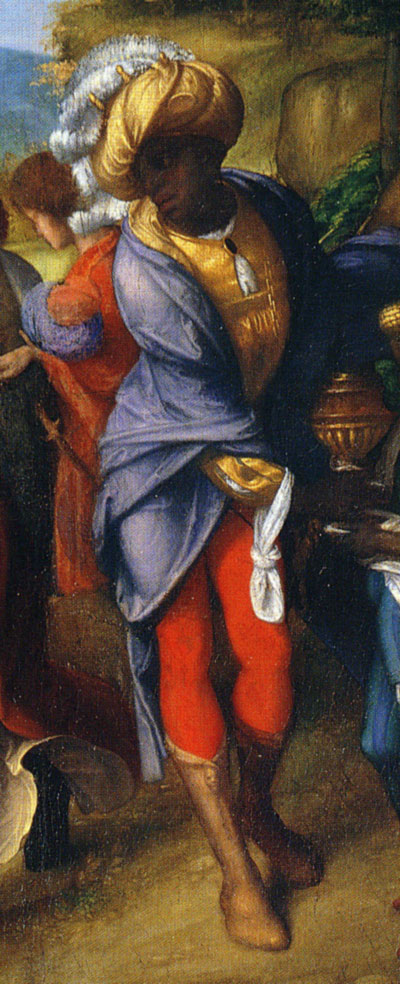
三博士の1人バルタザール。

東方から訪れた三博士は大勢の従者たちで混雑する中でキリストに礼拝している。幼児キリストを抱きかかえた聖母マリアは身体をひねった姿勢で、家畜小屋の前に立っている古代の神殿跡の円柱のそばに座っている。聖母は両手で幼児キリストを支えながら三博士に示しているが、うつむいた横顔からはキリストの未来に対する憂いが窺える。
三博士のうち最年長者カスパールは頭に被ったターバンを外して地面に置き、ひざまずいて幼いキリストを見上げ、祝福を受けている。カスパールの後方では、メルキオールが幼児キリストに捧げる乳香の入った容器を左手に持って、身を屈めた姿勢で立ち、さらにその隣に異国風の衣服を身にまとった黒人として描かれたバルタザールが没薬の入った容器を持って立っている。一方で聖ヨセフは聖母が座る円柱の向こう側に立って三博士の礼拝の様子を見ており、さらに円柱の上部では雲が湧き立ち、小さな天使たちが姿を現している。画面中央奥で階段に座っている2人の男性はおそらくドイツ人またはスイス人の傭兵（ランツクネヒト）であり、寝そべったグレイハウンドはアルブレヒト・デューラーの『聖エウスタキウス』（Der heilige Eustachius）を思わせる。聖母に接近して描かれた円柱は空間を視覚的に分断し、画面に秩序を生み出している。この円柱は同時に《無原罪の御宿り》の隠喩ともなっている。聖母の背後の壁を上に向かって伸びるツタは永遠の命を表すと考えられている。
本作品の大きな特徴は三博士の優雅で上品なポーズ、そして異国情緒あふれる衣服のきらびやかな色彩である。赤色、黄色、オレンジ、緑色、灰色などの色彩は半円形の場面の中でたがいのリズムで共鳴しながら調和している。
レオナルド・ダ・ヴィンチの影響は非常に強いが、コレッジョはスフマートの技術を完全に自分ものにしている。また構図の複雑さと人物像の人工的なポーズのねじれは、ポー平原の初期マニエリスムに対するコレッジョの関心を反映しており、アンドレア・マンテーニャやロレンツォ・コスタの要素がガローファロやアミコ・アスペルティーニ、ロレンツォ・レオンブルーノ、ルドヴィコ・マッツォリーノ、ドメニコ・ベッカフーミなどの画家から受けた影響を通して現れている。これらの理由によりロベルト・ロンギは本作品を『聖フランチェスコの聖母』（Madonna di San Francesco）よりも後の段階、1515年から1518年の間に制作されたと示唆している。少なくとも最初期の作品の1つで同じくブレラ美術館に所蔵されている『キリストの降誕と幼児の洗礼者聖ヨハネ、聖エリザベト』（Natività di Gesù con santa Elisabetta e san Giovannino）からは様式的にかなりの隔たりが確認できるため、本作品を1510年頃の作としたフリードバーグ（Freedberg）の見解は受け入れられない。もっとも、図像的には『東方三博士の礼拝』は制作年の異なるカポディモンテ美術館の『ジプシー娘』（La Zingarella）などの作品と一致している。

## 来歴

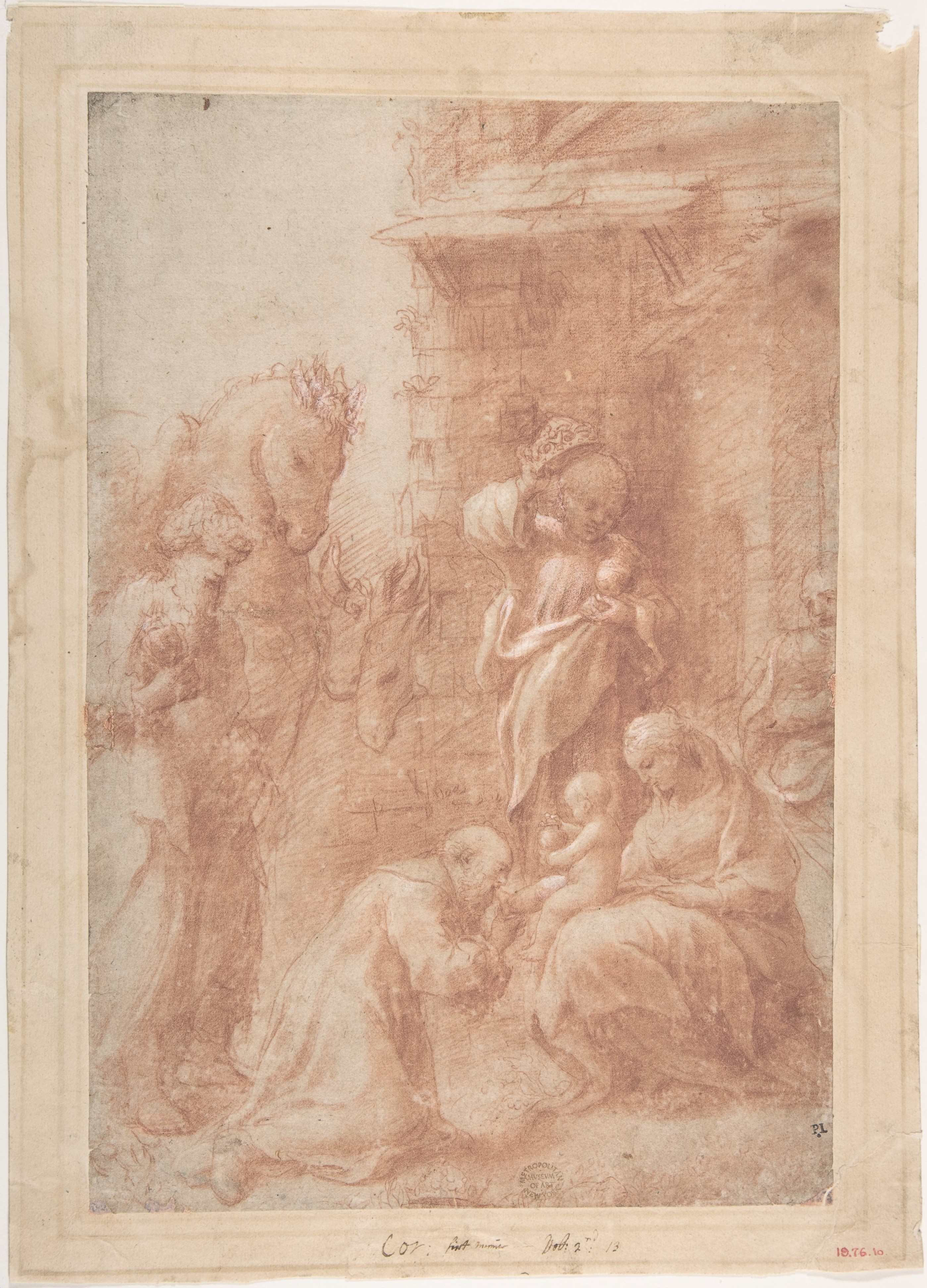
メトロポリタン美術館所蔵の別バージョンの素描。1517年頃。

絵画は1638年のミラノ大司教チェーザレ・モンティのコレクションの目録に記録されているが、モンティのコレクションに加わった時期は明らかではない。目録ではスカルセッラ・フェッラーラ（Scarsella Ferrara）あるいはスカルセリーノに帰属されている。この帰属は19世紀まで続いた。大司教はフェーデ・ガリツィアの『ゲツセマネの祈り』と、コレッジョのデルボーノ礼拝堂の『キリストの哀悼』（Compianto sul Cristo morto）と『四聖人の殉教』（Martirio di quattro santi）、さらに『キリストの追悼』から悲しむマグダラのマリアのみを複製した作品などを所有しており、コレッジョの作品に高い関心を持っていたことが窺われる。1650年に大司教が死去すると絵画はミラノ市に遺贈され、1895年にミラノの大司教宮殿からブレラ美術館に移された。

## 影響
ヴォルピーノとして知られる彫刻家ジョヴァンニ・バッティスタ・マエストリ（Giovan Battista Maestri, called Volpino）はコレッジョの『東方の三博士の礼拝』に触発されて、1675年に同主題のレリーフ彫刻をパヴィア修道院のために制作している。

## 別のバージョン
メトロポリタン美術館にほぼ同時期の異なるバージョンの素描が所蔵されている。極めて精緻に描写されているため、準備素描ではなく作品として制作された可能性がある。両作品は美術史家アーサー・E・ポファムによって比較研究されており、『コレッジョと古代』（Correggio e l'antico）と題した2008年のボルゲーゼ美術館の展覧会、および『デザインの優位性』（Il Primato del Disegno）と題した2015年のブレラ美術館の展覧会で再会している。

## ギャラリー

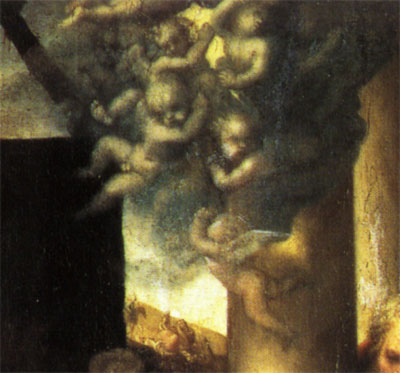
円柱に重なるように描かれた天使たち
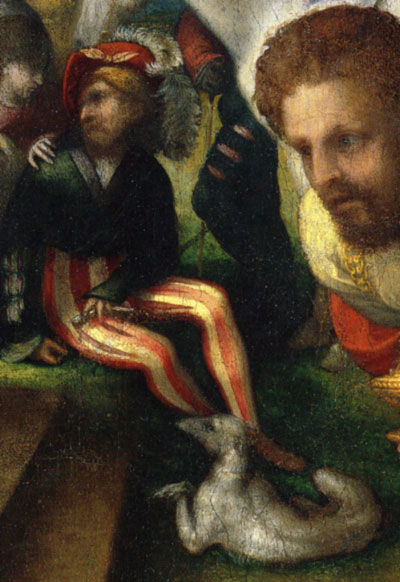
東方三博士の1人メルキオールと寝そべったグレイハウンド
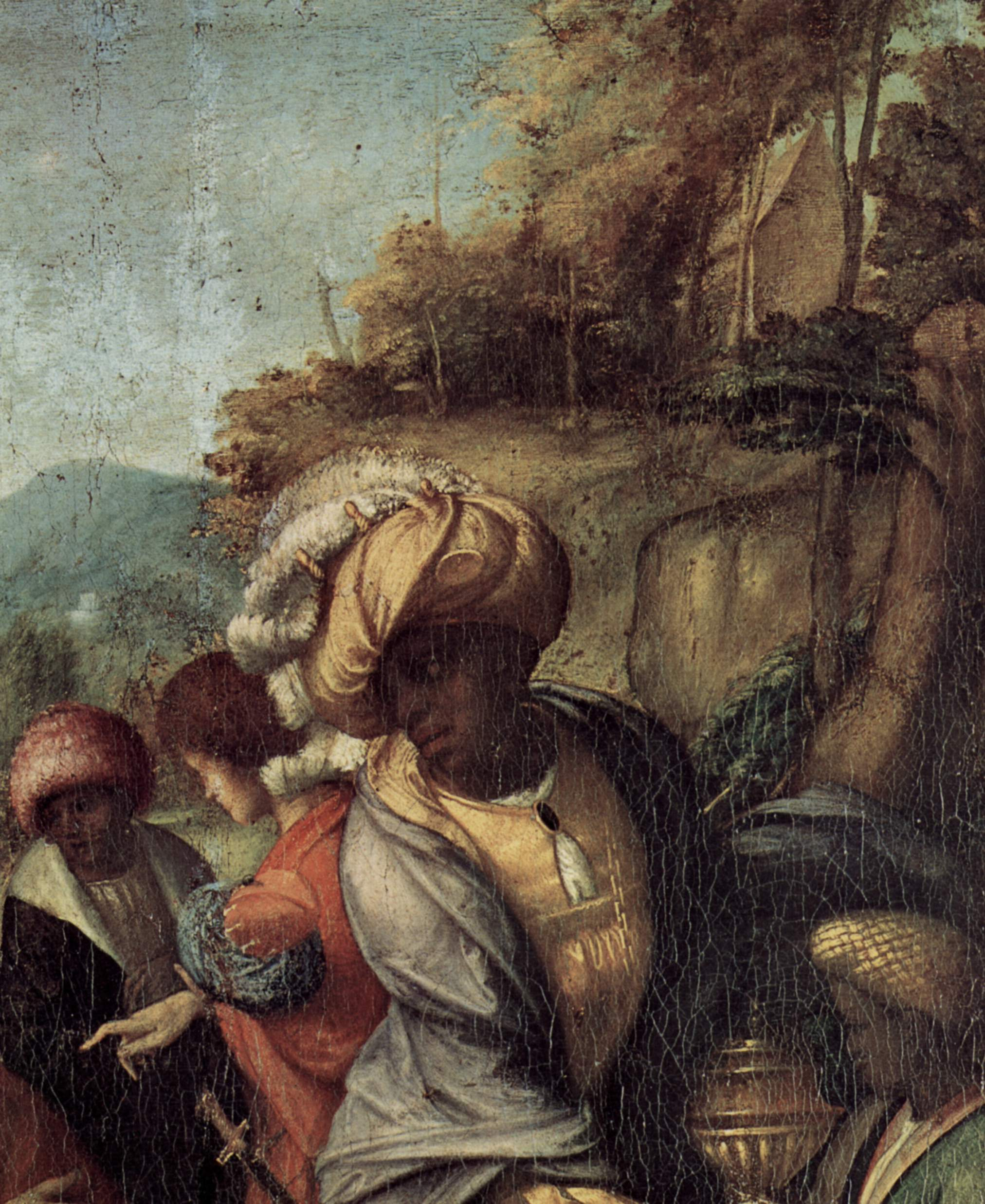
東方三博士の1人バルタザールと背後の風景